# Paul Le Cesne
Paul Le Cesne, né à Staten Island, à New York (États-Unis), le 5 juillet 1879 et mort à Paris le 24 août 1952, est un homme d'affaires et dirigeant sportif français.

## Biographie
Paul Le Cesne est le fils de l'homme d'affaires Julien Le Cesne, président de l'Union coloniale française et commandeur de la Légion d'honneur, et d'Alice de Comeau. Il est le petit-fils de Jules Lecesne.
Il devient secrétaire général de la Compagnie française de l'Afrique occidentale (CFAO), que préside son père. Il est également administrateur de la Caisse d'épargne des Bouches-du-Rhône.
Il préside le club de l'Olympique de Marseille de 1909 à 1921 avant de devenir président d'honneur du club. Paul Le Cesne détient à ce jour, le record à la présidence (12 ans). Il offre à l'OM sa propriété à Mazargues, où le club installe des terrains de football. Un stade est ainsi construit, portant son nom, où la réserve du club évolue encore en 2009.